# Karabin POF PK7
POF PK7 – opracowany w Pakistan Ordnance Factories karabin automatyczny kalibru 7,62 mm. Po raz pierwszy zaprezentowany w 2006 roku. Powstał na bazie karabinu G3 (produkowanego w POF na licencji niemieckiej). Jeden z kandydatów (obok POF PK8) na następcę używanych przez armię pakistańską karabinów G3.